# 린융러

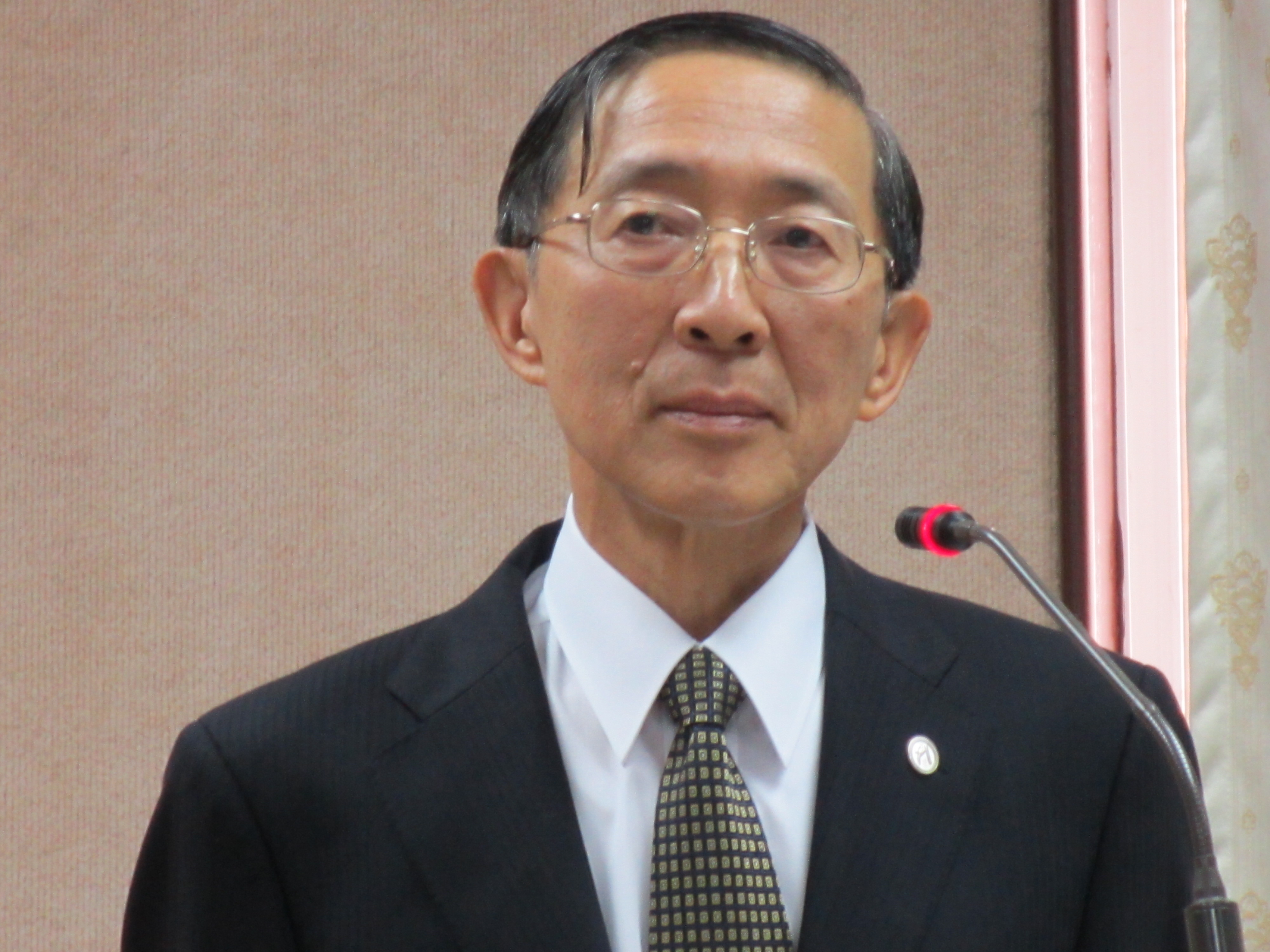
린융러

린융러(林永樂, 1950년 3월 ~ )는 중화민국의 외교관이다. 주휴스턴 타이베이 경제문화판사처 처장, 주그레나다 겸 세인트빈센트 그레나딘 대사, 주 인도네시아 대표, 주유럽연합 겸 주벨기에 대표 등을 역임했고 2012년 9월에 양진톈 외교부부장에 이어 중화민국 외교부장이 되었다. 2016년 7월부터 주영국 대표를 역임하고 있다.

## 같이 보기
- 중화민국 외교부